# Coopersale Common
Coopersale Common – wieś w Anglii, w hrabstwie Essex. Leży 3 km od miasta Epping. W 2016 miejscowość liczyła 1028 mieszkańców.